# دانشگاه ایالتی داکوتا
دانشگاه ایالتی داکوتا (DSU) یک دانشگاه دولتی در مدیسون، داکوتای جنوبی است. این دانشگاه در سال 1881 به عنوان یک دانشگاه تربیت معلم تأسیس شد. در سال 1984 برای تخصص در «برنامه‌های مدیریت رایانه، سیستم‌های اطلاعات رایانه‌ای و سایر برنامه‌های مرتبط در مقطع کارشناسی و کارشناسی ارشد» اضافه شد.